# Test Drive 4
Test Drive 4 – gra komputerowa z 1997 roku z serii Test Drive, autorstwa studia Pitbull Syndicate.

## Rozgrywka
Test Drive 4 jest grą wyścigową, zawiera dziesięć różnych samochodów – pięć nowoczesnych np. Jaguar XJ220 i TVR Cerbera, pięć samochodów zabytkowych m.in. trzy rodzaje Chevroleta. Każdy samochód ma własną fizykę jazdy i charakterystykę. Gra zawiera pięć torów plus jeden dodatkowy. W grze zawarto tryby mistrzostw świata, pojedynczego wyścigu, próby czasowej. Na trasach wyścigowych dostępne są skróty.